# Improwizacja (muzyka)
Improwizacja – spontaniczne tworzenie. W muzyce to sposób grania polegający na układaniu przez instrumentalistę lub wokalistę swojej partii podczas grania (np. w trakcie występu), przez co proces tworzenia utworu zbiega się w czasie z jego wykonaniem. Może polegać również na modyfikacjach wykonywanego tematu.

## Występowanie
Początków improwizacji w muzyce należy szukać w muzyce ludowej, także w tradycyjnej muzyce Dalekiego Wschodu.
W muzyce poważnej występowała w baroku jako basso continuo oraz imitacyjne przygrywki chorałowe na zadany cantus firmus, w klasycyzmie jako kadencja w koncertach solowych oraz wariacje na zadany temat, a w muzyce romantycznej jako improwizacje solistów-wirtuozów. 
W muzyce rozrywkowej improwizacja jest charakterystyczna dla bluesa, z którego się wywodzi, jazzu oraz rapu (tzw. freestyle), w mniejszym stopniu rocka.

## Podstawy improwizacji
Pomimo że improwizacja jest postrzegana jako coś bardzo spontanicznego, podstawą dobrej improwizacji jest rzetelne przygotowanie. Improwizacja najczęściej oparta jest na następujących elementach:
- formie utworu (kolejności następujących po sobie części utworu i charakterze tych części)
- harmonii (schemacie harmonicznym; sekwencji następujących po sobie akordów w akompaniamencie)
- temacie utworu (podstawowej melodii, która grana jest zazwyczaj na początku utworu).